# La mia storia piano e voce
la mia storia... piano e voce è una raccolta del cantautore italiano Marco Masini, pubblicata il 2 aprile 2013.
L'album contiene 13 successi risuonati al pianoforte in maniera totalmente nuova, più i due inediti Io ti volevo (il 12 marzo primo singolo ad essere estratto) e Aspettami lì.
L'album ha debuttato alla posizione #81 della classifica FIMI, per poi salire fino alla posizione #15 la settimana successiva.

## Tracce
1. Disperato
2. Ci Vorrebbe Il Mare
3. Caro Babbo
4. Perché Lo Fai
5. Vaffanculo
6. T'Innamorerai
7. Bella Stronza
8. Fino A Tutta La Vita Che C'è
9. Raccontami Di Te
10. L'Uomo Volante
11. Il Giardino Delle Api
12. L'Italia
13. Marco Come me
14. Aspettami Li (Inedito)
15. Io ti volevo (Inedito)

## Formazione
- Marco Masini – voce, cori, pianoforte
- Cesare Chiodo – basso
- Massimiliano Agati – batteria
- Simone Papi – pianoforte, organo Hammond
- Riccardo Galardini – chitarra acustica, chitarra elettrica
- Antonio Iammarino – pianoforte

## Classifiche
| Classifica (2013) | Posizione massima |
| ----------------- | ----------------- |
| Italia            | 15                |